# Kelet-Tirol

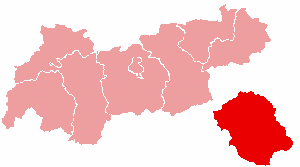
Tirol, Kelet-Tirol sötét színnel jelölve

Kelet-Tirol (németül Osttirol), más megnevezéssel a Lienzi járás Ausztria Tirol tartományának különálló része.  Exklávé, amelynek nincs közös határa Tirol fő területével. Egyetlen kerülete (Bezirk) a Lienzi járás. Adminisztratív központja Lienz város, autójele: LZ.
Kelet-Tirol azért áll külön, mert az első világháborút követő saint-germaini békeszerződés értelmében a történelmi Tirol tartomány déli részét, Dél-Tirolt Ausztria átengedni kényszerült az Olasz Királyságnak, amely így egészen Salzburg tartomány határáig terjeszkedhetett.
Kelet-Tirol területe Ausztriában Karintiával és Salzburg tartománnyal határos, olaszországi szomszédai Bozen (Bolzano) megye és Belluno megye.

## Földrajza

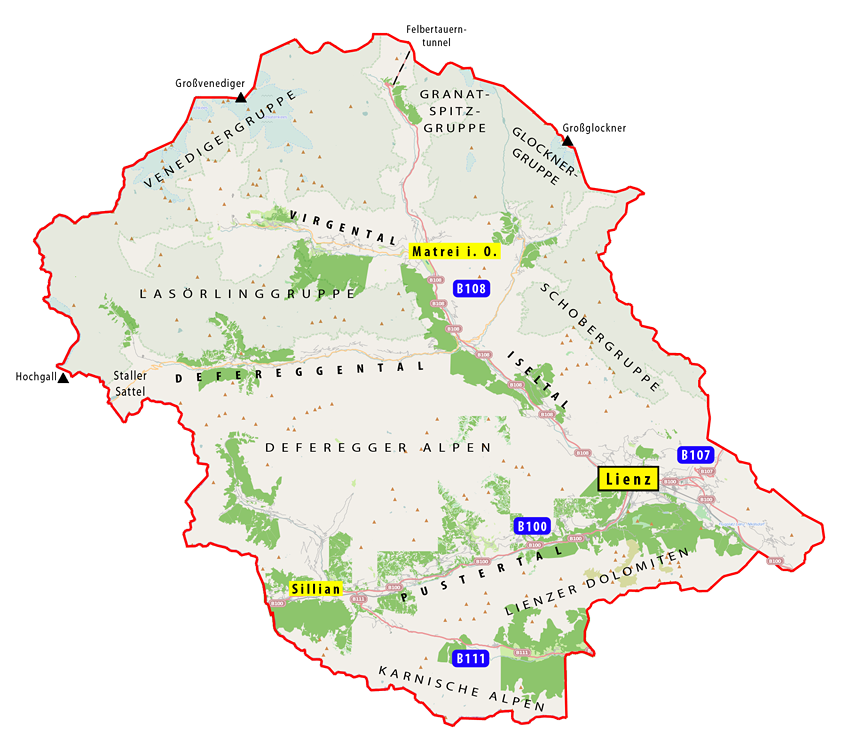
Kelet-Tirol nagyobb tájegységei

### Hegységek
- Defereggeni-Alpok (Deferegger Alpen)
- Glockner-csoport
- Granatspitz-csoport
- Karni-Alpok (Karnische Alpen)
- Lasörling-csoport
- Lienzi-Dolomitok (Lienzer Dolomiten)
- Schober-csoport
- Venediger-csoport

### Nagyobb völgyek
- Defereggen-völgy (Defereggental)
- Isel-völgy (Iseltal)
- Puster-völgy (Pustertal) – keleti fele, a Dráva völgye tartozik Ausztriához, (a nyugati rész, a Rienz folyó völgye Dél-Tirolban fekszik)
- Virgen-völgy (Virgental)

## Főbb települései

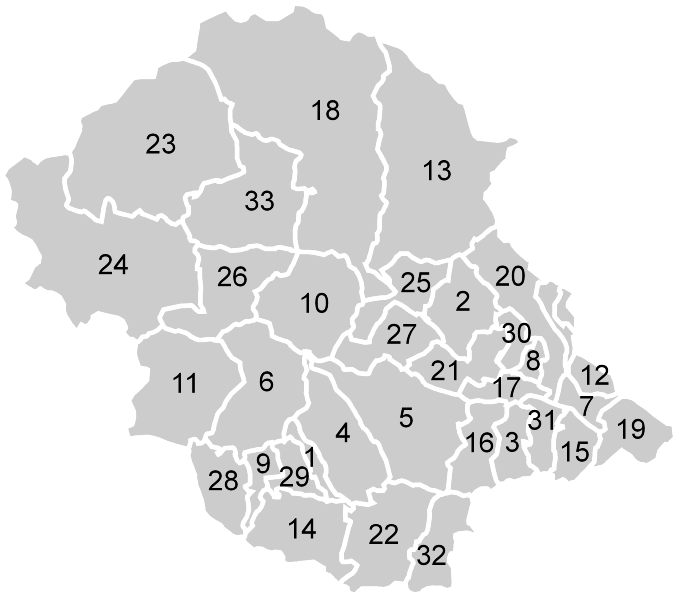
Kelet-Tirol községei

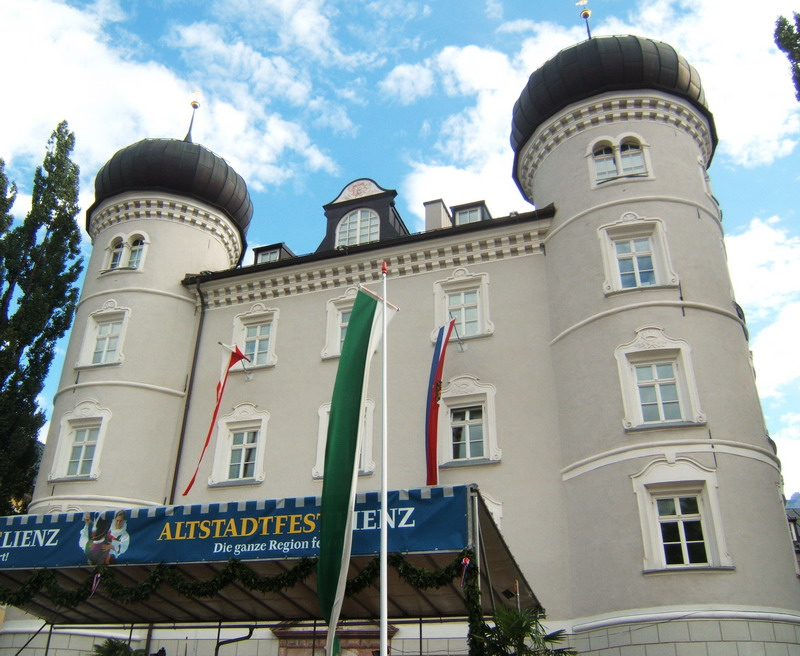
Liebburg, a lienzi városháza

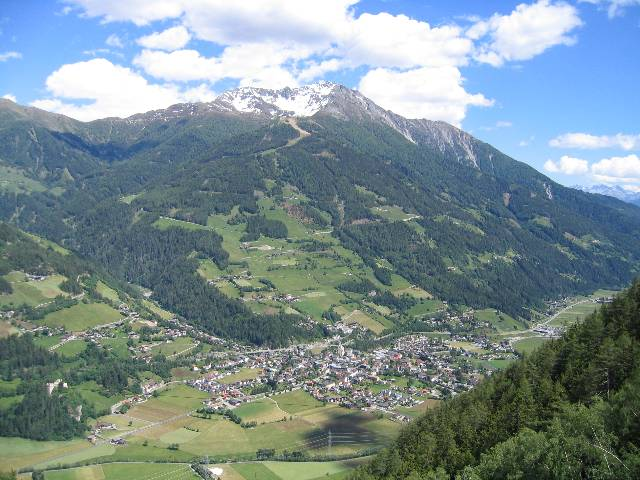
Matrei in Osttirol látképe

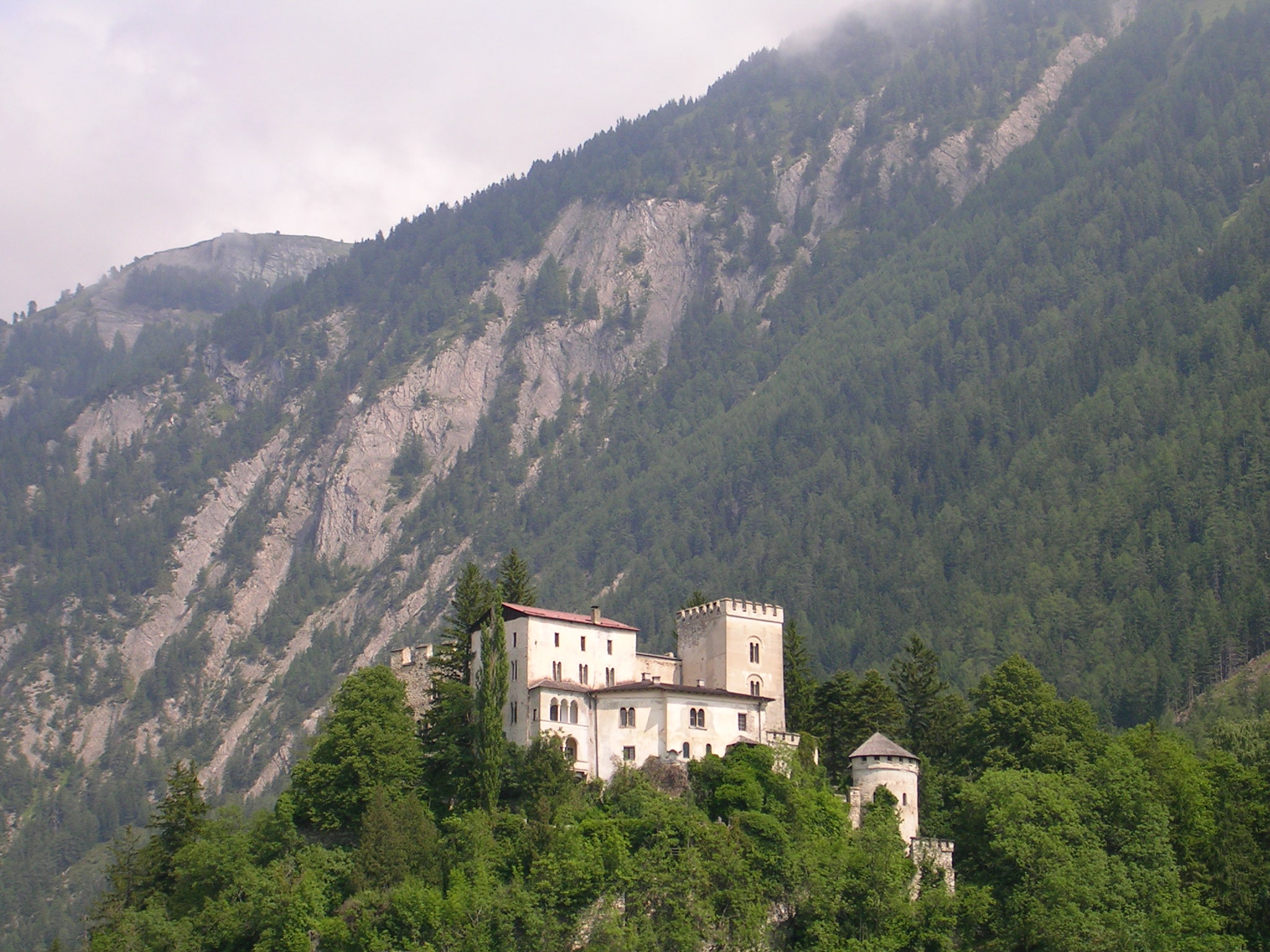
Weissenstein-kastély Matrei i. O. északi részén

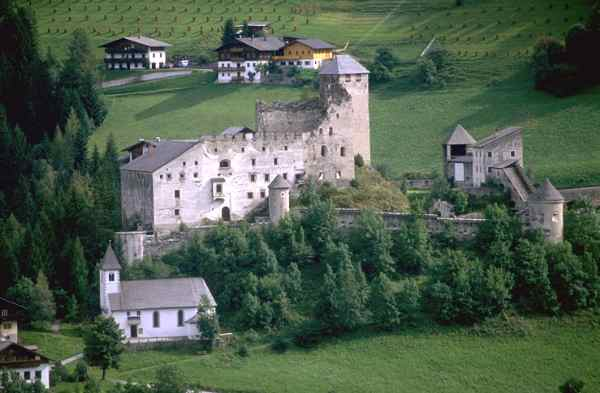
Heinfels-várkastély a Puster-völgyben

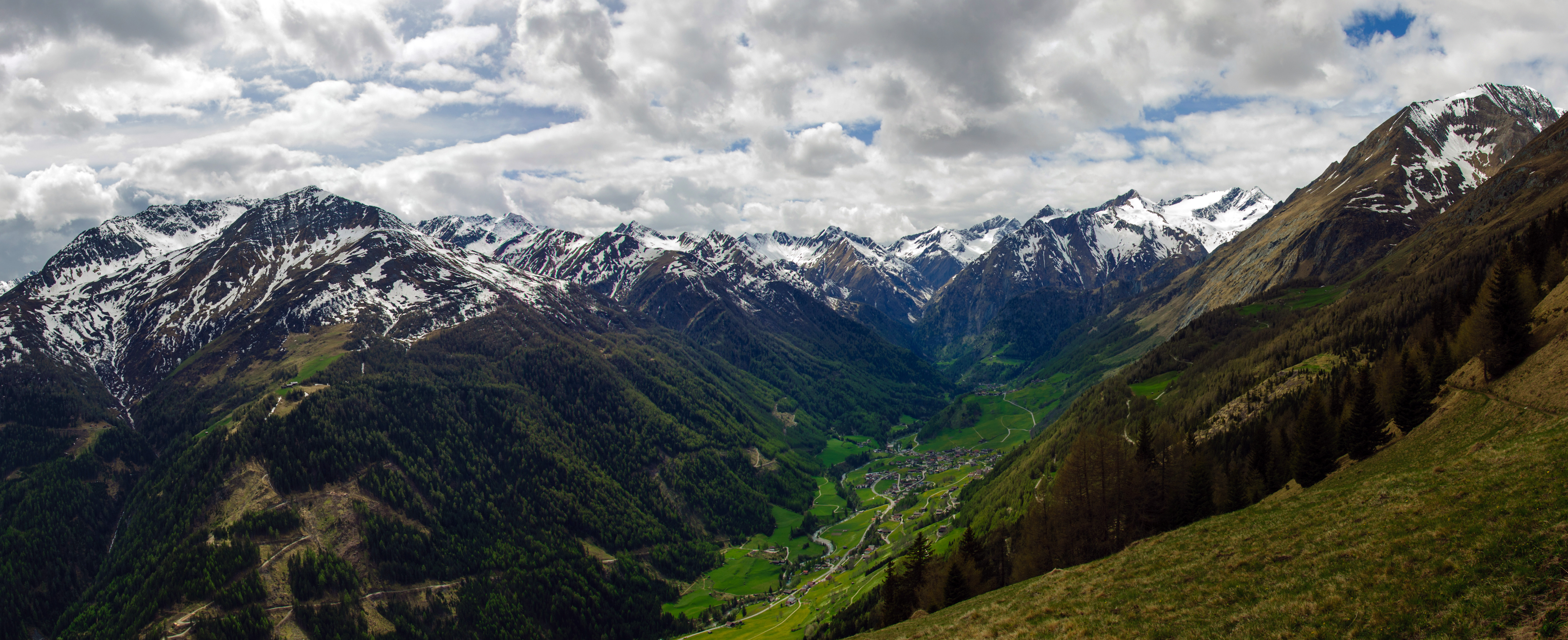
Prägraten és a Virgen-völgy

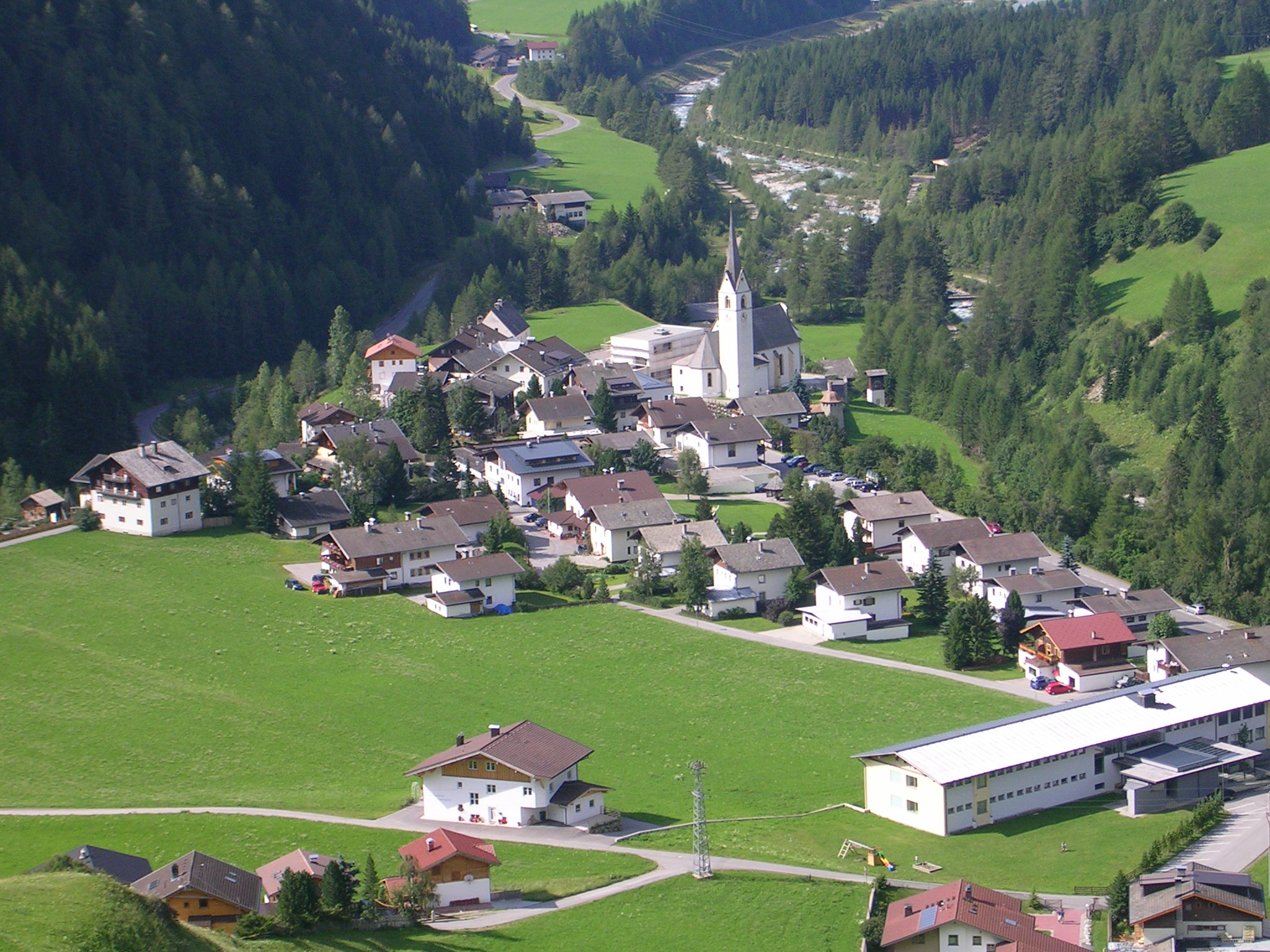
Kals am Großglockner települése

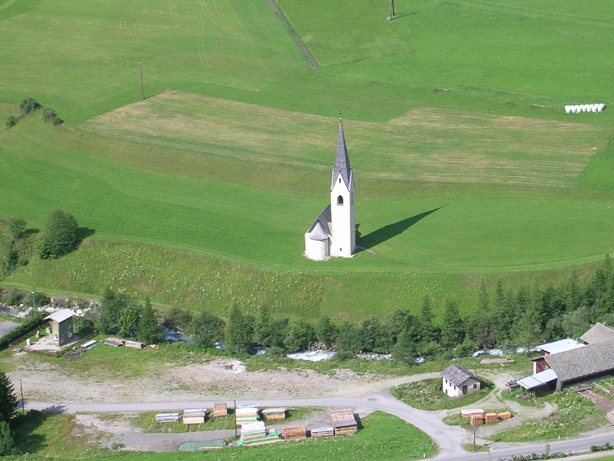
Szent György templom Kals mellett

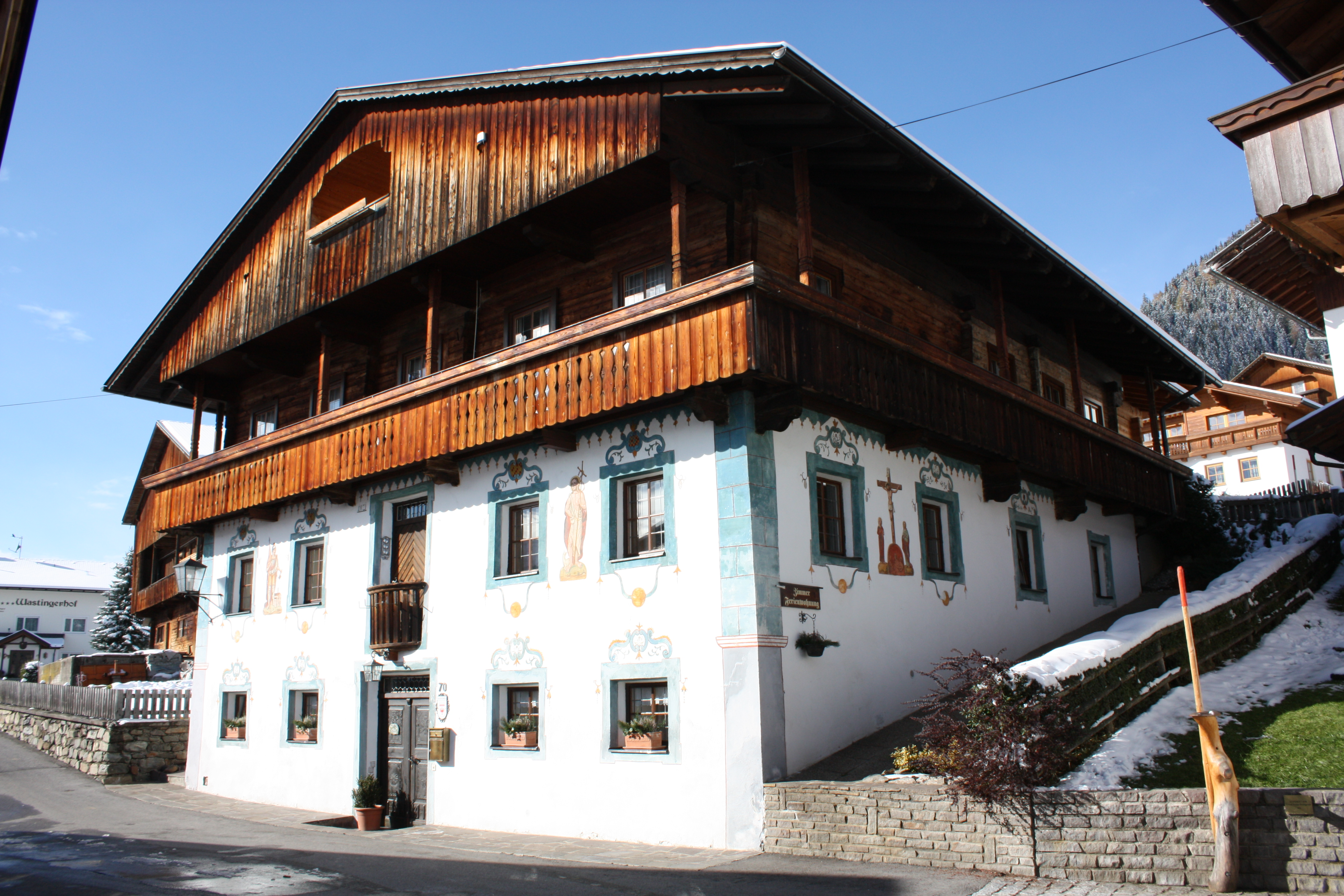
Parasztház Obertilliach-ban

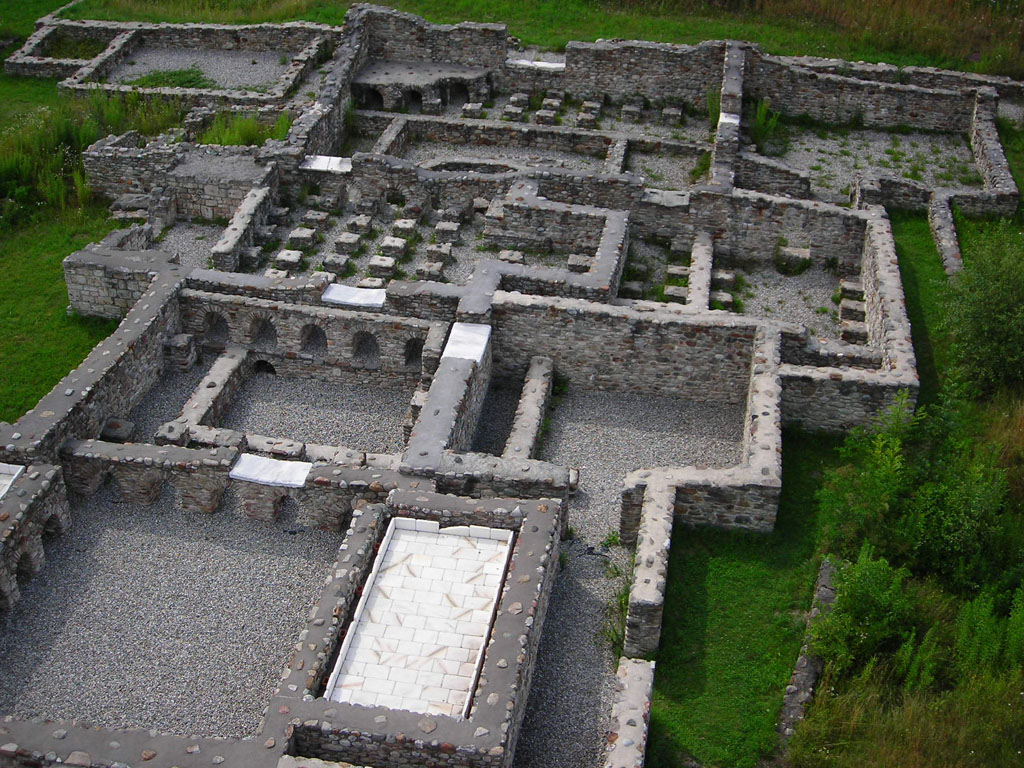
Aguntumi fürdő feltárt romja

Kelet-Tirol, azaz a lienzi körzeti székhelyen belül közigazgatásilag 33 kisebb - németül Gemeinde, szabadon fordítva „községi körzet” található (lásd. térképet). Ezek nagyobb települések, melyek vonzáskörzetéhez kisebb falvak vagy falucsoportok, illetve tanyák tartoznak.

### Lienzi-medence környéke
- (3) Amlach
- (7) Dölsach (731 m)

Látnivalók:
Museum Aguntum. Egykor illír falu állt itt, a Hallstatti kultúra leletei kerültek elő. Krisztus születése idején Aguntum virágzó római polgárváros volt.
- (8) Gaimberg
- (12) Iselsberg-Stronach (1118 m)

Az üdülőfaluból meredeken ereszkedik alá az út a Dráva völgyébe, a Lienzi-medencébe, kitűnő a rálátás Lienz városára és a környező hegyekre (Lienzi-Dolomitok, Deferegger-csoport, Schober-csoport).
- (15) Lavant (675 m)

1948 óta ásatások helyszíne. IV-V. századi, kora keresztény bazilika és kisebb vár alapjait tárták fel, amelyeket még a VI. században kőomlás döntött romba.
Látnivalók:
Szt Ulrich búcsújáró templom. A kevert stílusú templom a romok mellett épült az 1020-ban már említett és 1500 táján átépített templom helyén, 1770-ben. Érdekessége, hogy tornya megőrizte gótikus formáit és a lendületes, barokk oromzatos homlokzaton is csúcsíves portál nyílik.
Szt. Péter és Pál templom. Egy mély szakadék fölött épült 1485-ben, késő gótikus stílusban. Köveit a középkorban már lepusztult Trettenstein (vagy Lavant) várának romjaiból termelték ki. Érdekessége a késő gótikus faragott mennyezet (1516) - a fabordákat aranyozott szögekkel erősítették meg. A szentély alatt kora keresztény, V. századi kápolnát tártak fel. Három jó állapotú szárnyas oltárt is láthatunk, amelyek 1450-1530 között készültek.
- (16) Leisach
- (19) Nikolsdorf
- (20) Nußdorf-Debant
- (21) Oberlienz
- (30) Thurn
- (31) Tristach (672 m)

Látnivalók:
Tristachi-tó (Tristacher See). Kelet-Tirol egyetlen fürdőtava, partján kempinggel.

### Puster-völgy(Pustertal)
- (1) Abfaltersbach
- (4) Anras
- (5) Assling
- (9) Heinfels
- (17) Lienz (körzeti székhely)
- (29) Strassen
- (28) Sillian (1103 m)

Látnivalók:
Heinfels-várkastély. Középkori erődítmény a Dráva völgye felett, a Villgraten-völgy (Deferegger Alpen) bejáratánál. Az öregtorony és a magas palotaszárny még korabeliek. A kápolna XIV. századi, a lakóépületek és udvarok 1500 táján keletkeztek. Remek fotót készíthetünk róla lentről, előtérben a Villgraten-patak feletti történelmi, fedett fahíddal.
Thurntaler-sícentrum.
- Mittewald

### Defereggeni-Alpok(Deferegger Alpen)
- (6) Außervillgraten
- (11) Innervillgraten

### Karni-Alpok (Tiroler Gailtal)
- (14) Kartitsch
- (22) Obertilliach (1450 m)

Látnivalók:
Számos XVII-XVIII. századi parasztház teszi széppé a falut.
Golzentipp-sícentrum.
- (32) Untertilliach

### Isel-völgy(Iseltal)
- (2) Ainet
- (18) Matrei in Osttirol (975 m)

Felbertauern-út mellett fekvő városka Kelet-Tirol egyik fontos idegenforgalmi központja. Großglockner Resort Kals–Matrei sícentrum egyik alapállomása.
Látnivalók:
Plébániatemplom. A plébánia még Karoling-kori, de csak 1170-ben említették először. A gótikus templomból csak a torony maradt meg, a mai templomot 1770-1780 között építették klasszicizmusba hajló barokk stílusban.
Szt. Miklós  templom. Rendkívül érdekes és értékes templom a város peremén - XIII. századi eredetű, de az első tudósítás csak 1346-ban emlékezett meg róla. A homlokzaton a Keresztrefeszítés-freskó XIV. századi, míg a szentélytorony falán a Szent Kristóf-kép 1530-ból való.
Weissenstein-kastély. A táj ékszere a város északi kijáratánál, amely fölé mindkét oldalon havas csúcsok emelkednek. A sziklakúpra épített XII. századi várat a múlt században romantikus stílusban átalakították, magántulajdonban van, nem látogatható.
- (27) Schlaiten
- (25) Sankt Johann im Walde

### Kalsi-völgy(Kalser Tal)– Glockner-csoport
- (13) Kals am Großglockner (1324 m)

Neve az alpinisták körében fogalom, a Großglocknerre indulók támaszpontja. Großglockner Resort Kals–Matrei sícentrum egyik alapállomása.
Látnivalók:
Szt. Rupert templom. 1516-ban épült, 1818-ban átalakították, freskói 1520-ból valók.
Szt. György templom. Kals és a mellette található Grossdorf között, a kaszálók közepén teljesen egymagában áll. Tornya aránytalanul nagyobb, mint maga a kápolnányi templom. Hajdan házak vehették körül, melyek nem állták az idők viharait, csak ez a római kori alapokra emelt román-gótikus épület maradt meg.

### Defereggen-völgy(Defereggental)
- (10) Hopfgarten in Defereggen (1107 m)

A Defereggen-völgy keleti részében, több szétszórt falucsoportból áll.
Látnivalók:
Josef Blassnig cirbolyafenyőből faragott művészi szobrainak kiállítása a Hopfgartenhez tartozó Dorf településen.
- (24) Sankt Jakob in Defereggen (1389 m)

A völgy idegeforgalmának központja, szép fekvésű, jól kiépített nyári-téli üdülőhely. A szomszédos St. Leonhard település a Brunnalm-sícentrum alapállomása.
- (26) Sankt Veit in Defereggen (1495 m)

Magasan a völgytalapzat felett, a déli hegyoldalban fekszik. Hopfgartenhez hasonlóan több szétszórt házcsoportból áll, a legnagyobb a templom körüli.
- A Defereggen-völgy felső végét az osztrák-olasz határon fekvő Staller-nyereg zárja, amelyen át a dél-tiroli Antholzi-völgybe (Antholzer Tal) juthatunk.

### Virgen-völgy(Virgental)
- (23) Prägraten am Großvenediger (1312 m)

A Venediger-csoport csúcsaira induló hegymászótúrák alapállomása. A faluba érve balról a házakig lehúzódó sötét erdőket, jobbról meredek réteket, felettük szikrázó gleccsereket látunk.
Látnivalók:
Vízimalom. A régi fa-építmény a bővizű Dorfer-patak torkolatánál található, a Prägratenhez tartozó Hinterbichl településnél.
Umbalfälle. Az Isel vízesés-sorozata Hinterbichlből Strödenen és az Islitzer Almon (1513 m) keresztül közelíthető meg. A vízesések a krimmliek után Ausztriában a másodikak a rangsorban.
- (33) Virgen (1194m)

„Kelet-Tirol Meránja” megtisztelő név birtokosa, melyet száraz, napfényes, szélvédett, enyhe klímájának köszönhet.
Látnivalók:
Rabenstein-várromok. A Görz grófok XIII. századi várának maradványai a falu felett, északon. Kápolnájában kora gótikus freskótöredékek láthatók.

## Közlekedése

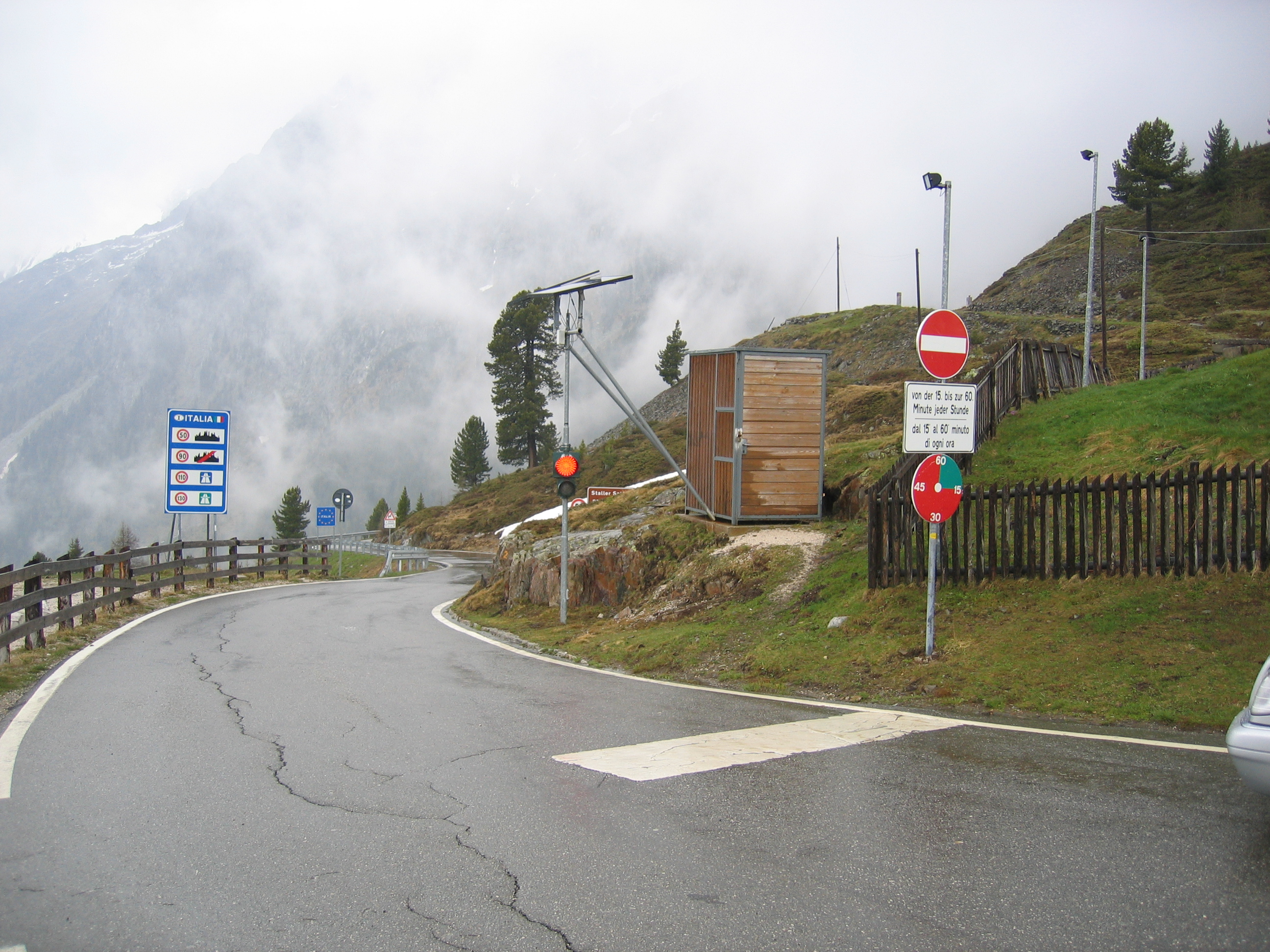
Staller-hágó és határátkelő 2052 méter magasan, a Defereggen-völgyben.

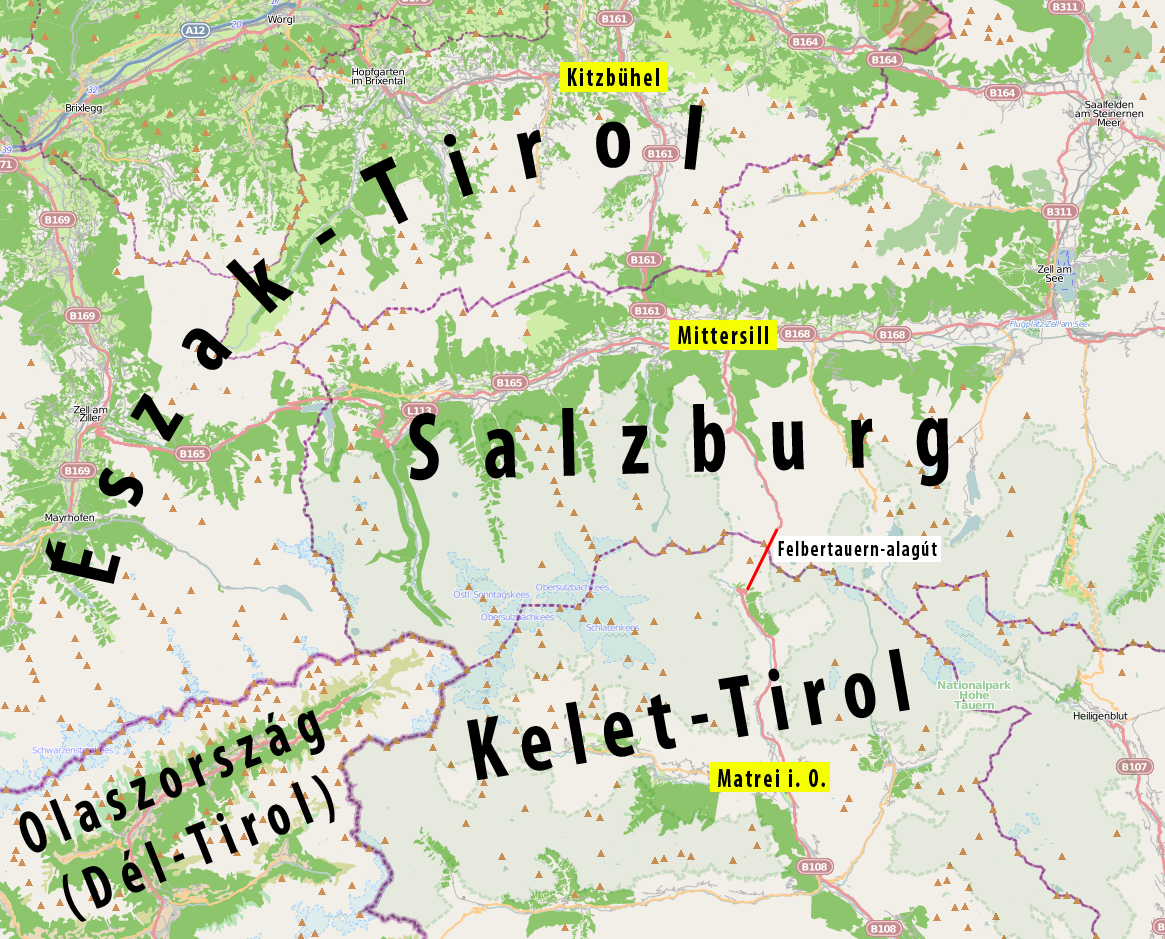
Felbertauern-alagút és környéke: összeköttetés Észak- és Kelet-Tirol között.

### Főutak
- B100 Drautal Straße: Sillian - Lienz (- Villach)
- B107 Großglockner Straße: Dölsach - Iselsberg (- Bruck an der Großglocknerstraße)
- B108 Felbertauern Straße: Lienz - Matrei in Osttirol - Felbertauern-alagút (- Mittersill)
- B111 Gailtal Straße: Strassen (B 100) - Untertilliach (- Arnoldstein)

### Határátkelők Olaszország (Dél-Tirol) felé
- Sillian (B 100)
- Staller-nyereg (Staller Sattel/Passo Stalle) (L 25 / SP44)

### Felbertauern-alagút[7]
Tirol-tartomány lienzi körzete speciális földrajzi elhelyezkedése miatt sokáig kiesett Ausztria vérkeringéséből, csak 1967-ben az alagút átadásával kapcsolódott be igazán az idegenforgalomba egyaránt. Az 5,3 km hosszú - nem  kelet-tiroliak számára díjköteles - alagutat délről Matrei in Osttirolt elhagyva érhetjük el, északi kijárata már Salzburg-tartomány területén fekszik, Mittersilltől nem messze. Elkészülte után a Felbertauern-út (B 108) lett a legrövidebb összeköttetés Kelet- és Észak-Tirol között. Mittersill után észak felé autózva a B 161-es főúton, a Thurn-hágón keresztül érhetjük el a tiroli Kitzbühel települést.

### Vasútvonal
- 223 Spittal-Millstättersee - San Candido/Innichen (Olaszország)

## Menedékházak (Hütték) Kelet-Tirol hegyvidékein[8]

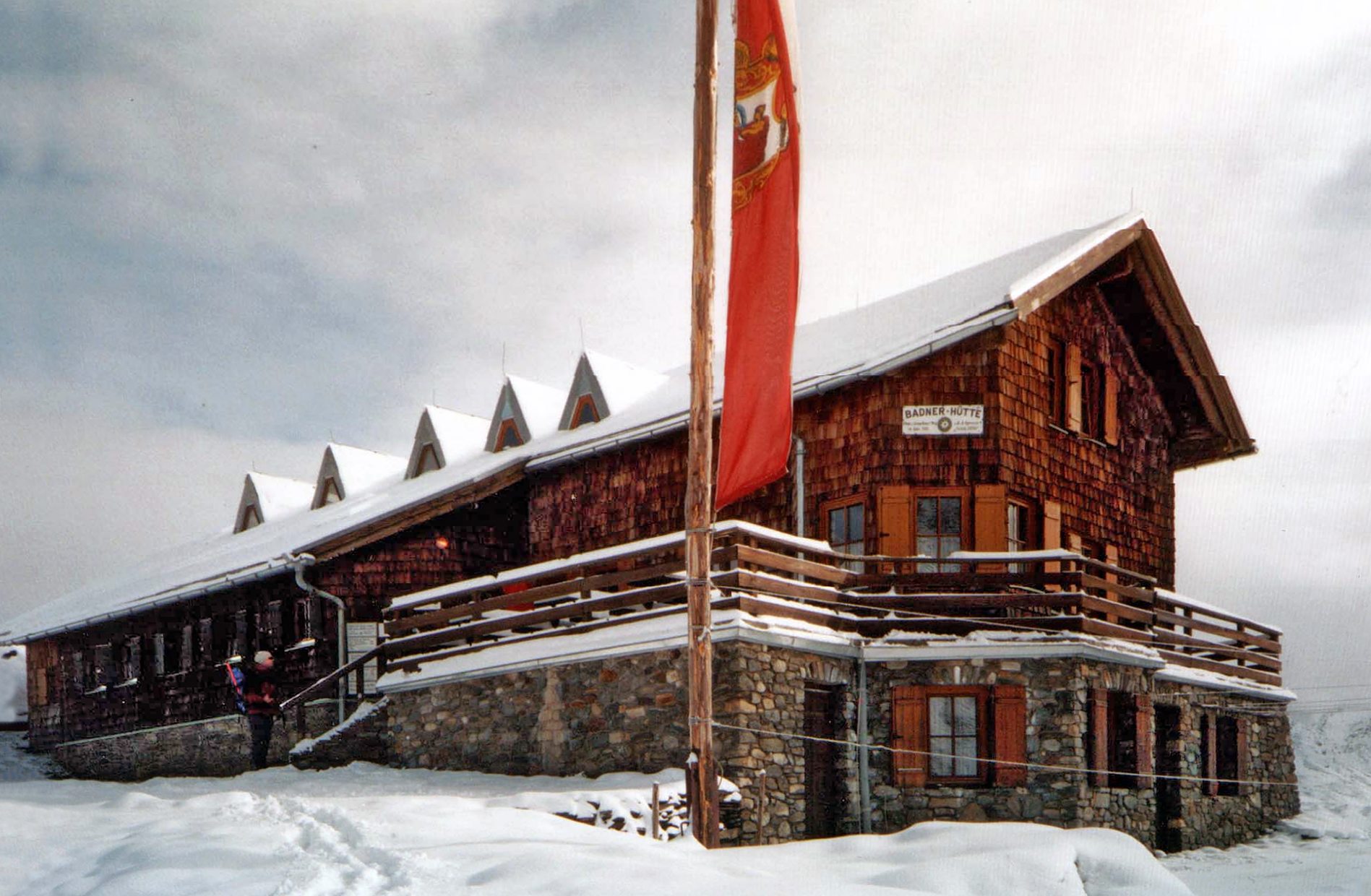
Badener Hütte
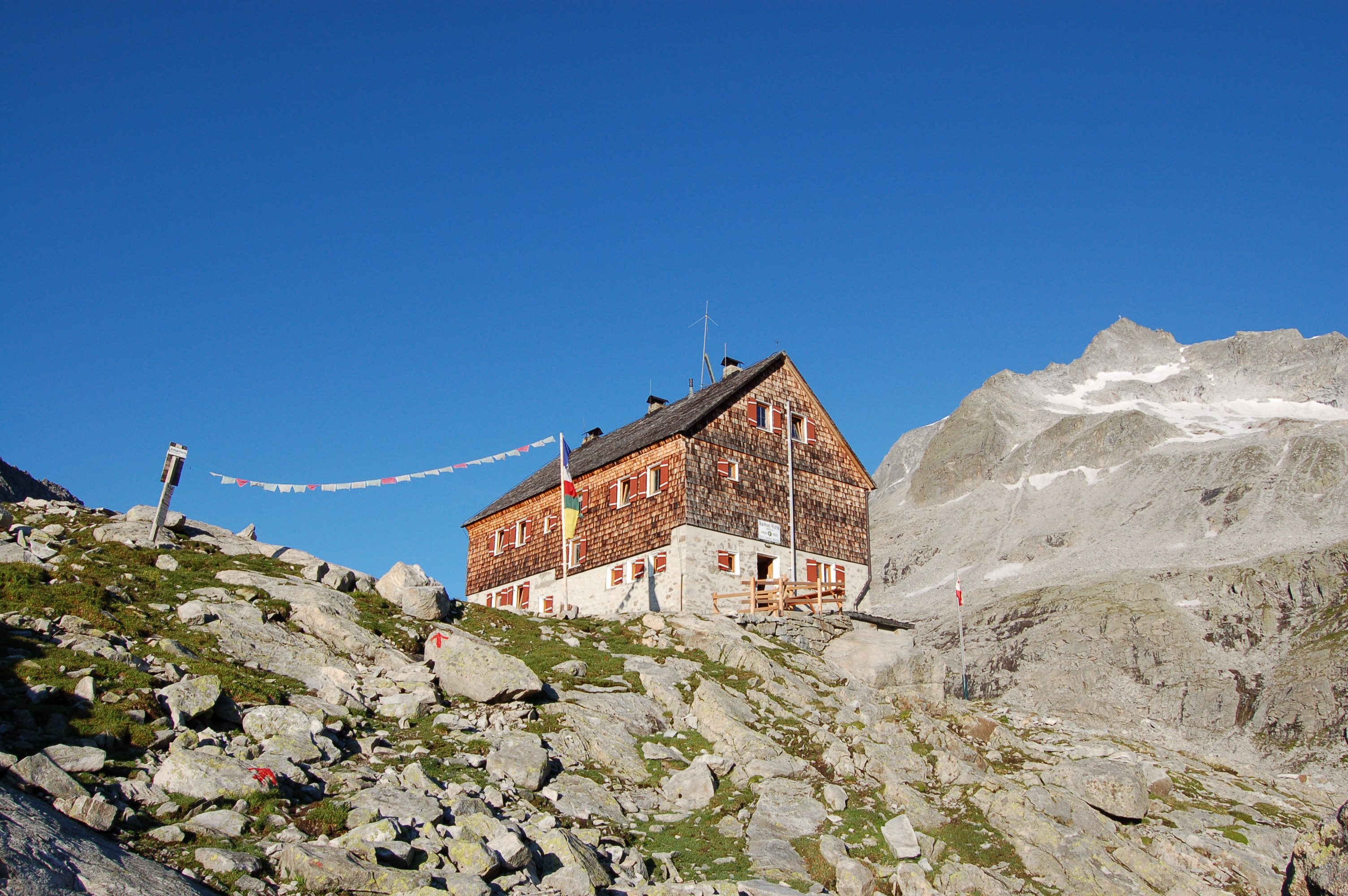
Barmer Hütte
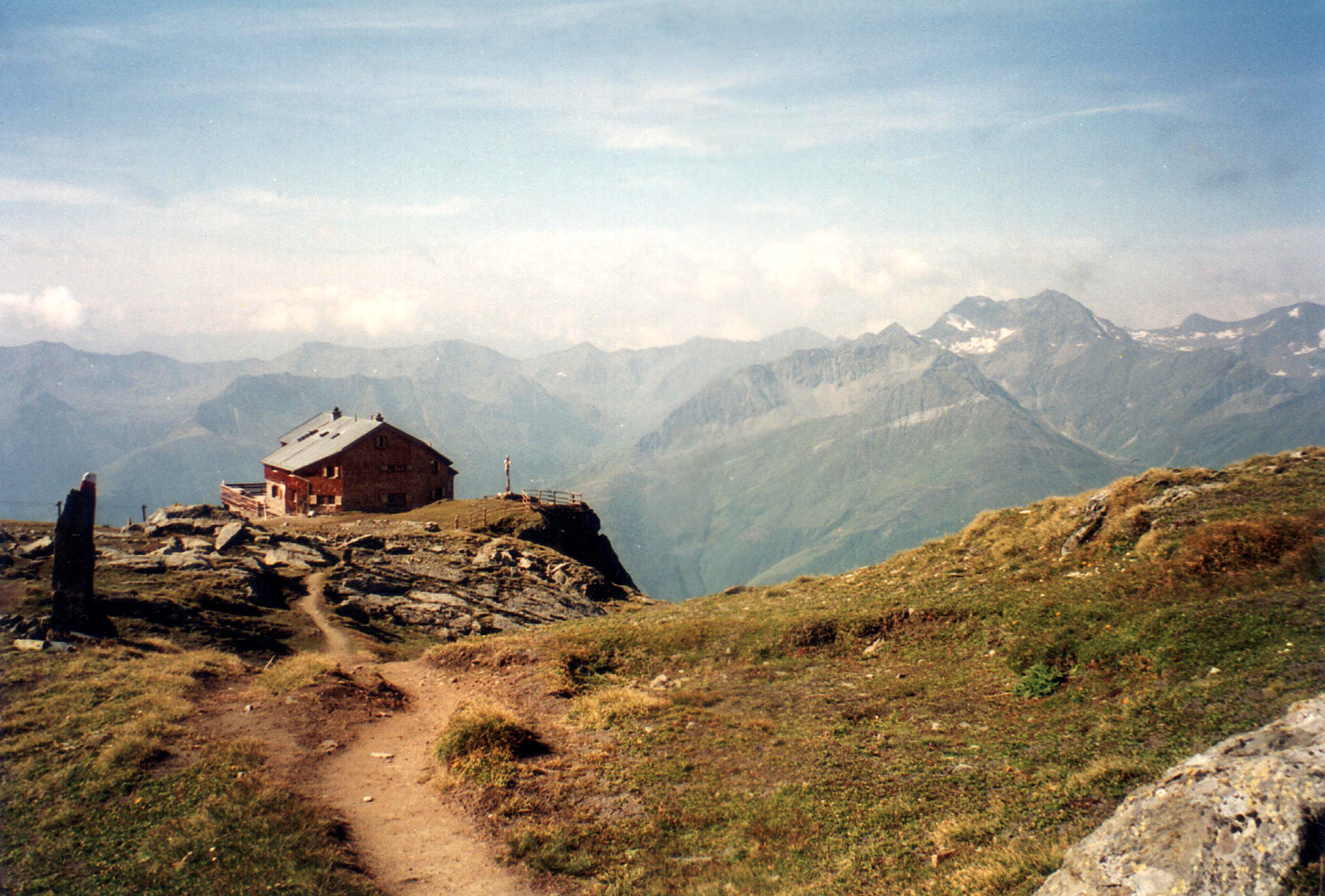
Bonn-Matreier-Hütte
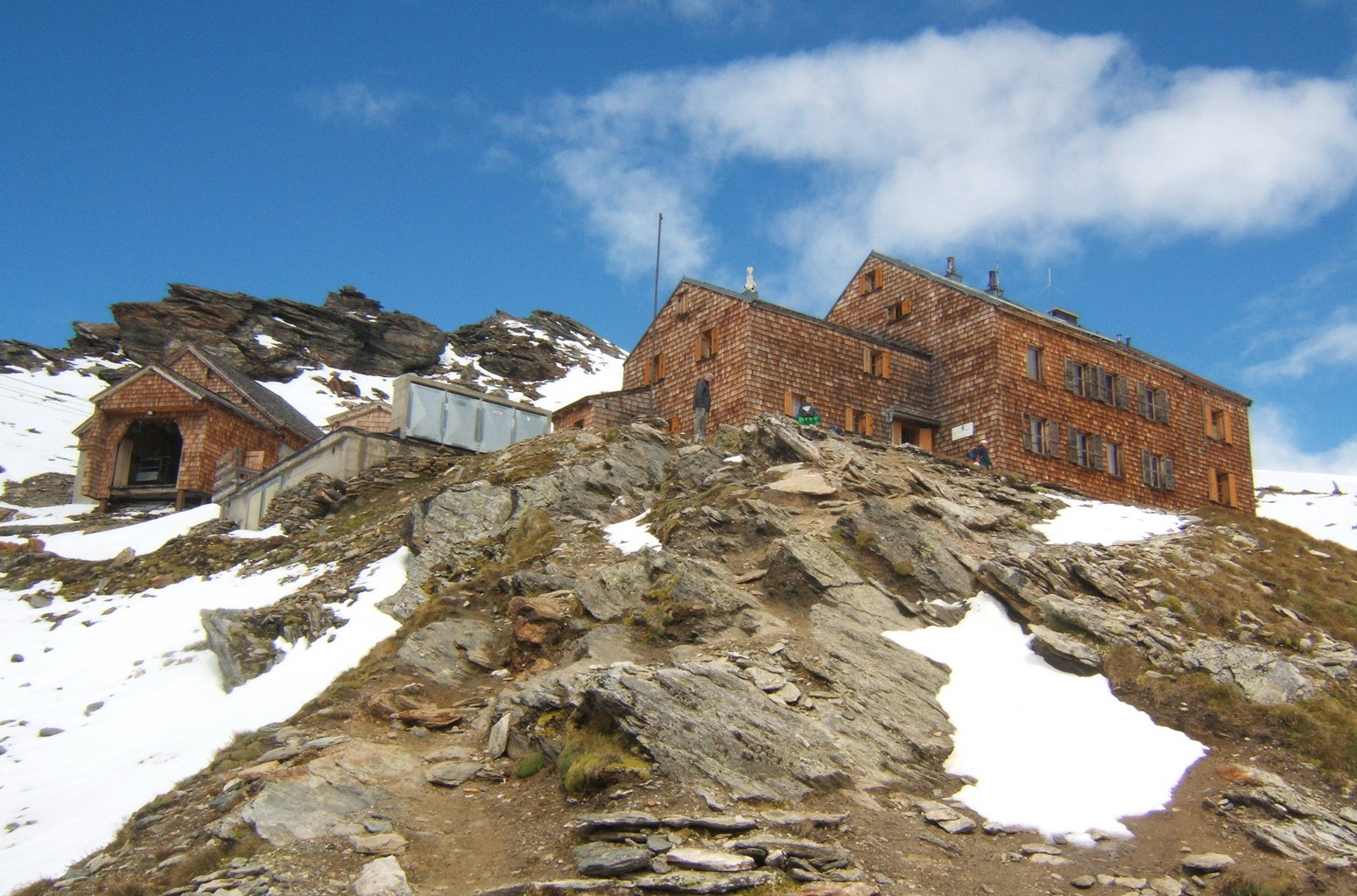
Defreggerhaus
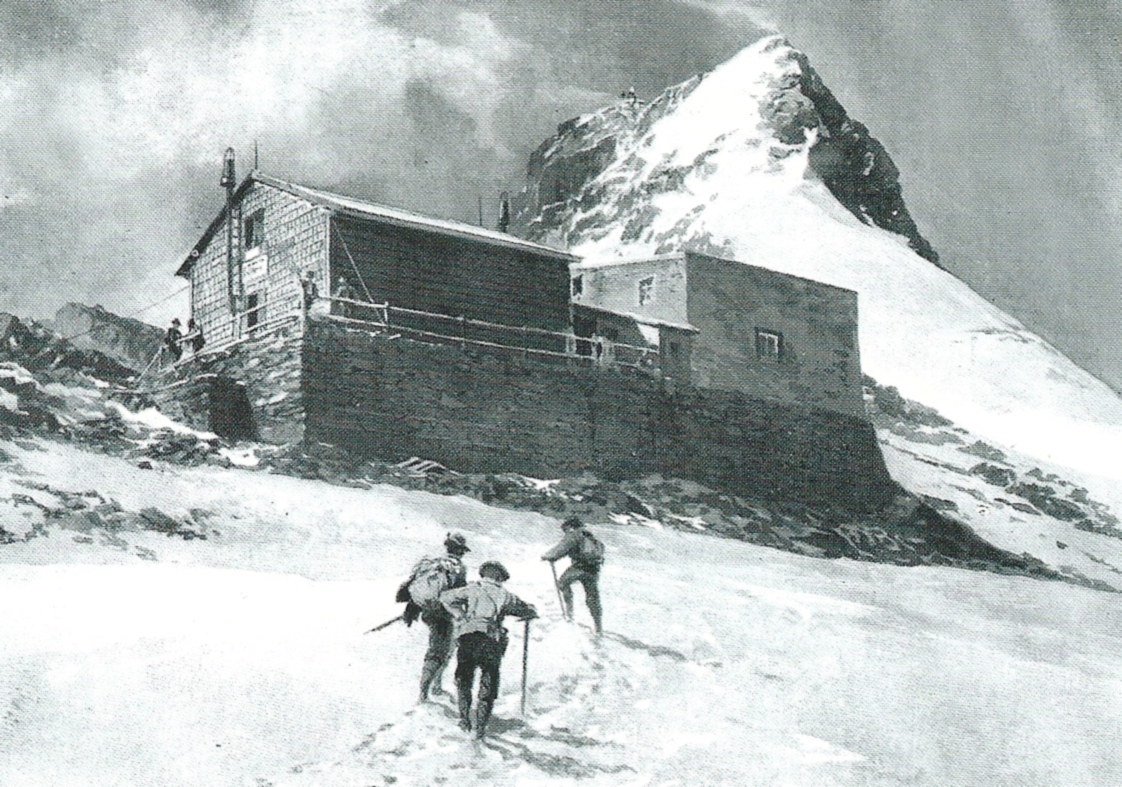
Erzherzog-Johann-Hütte
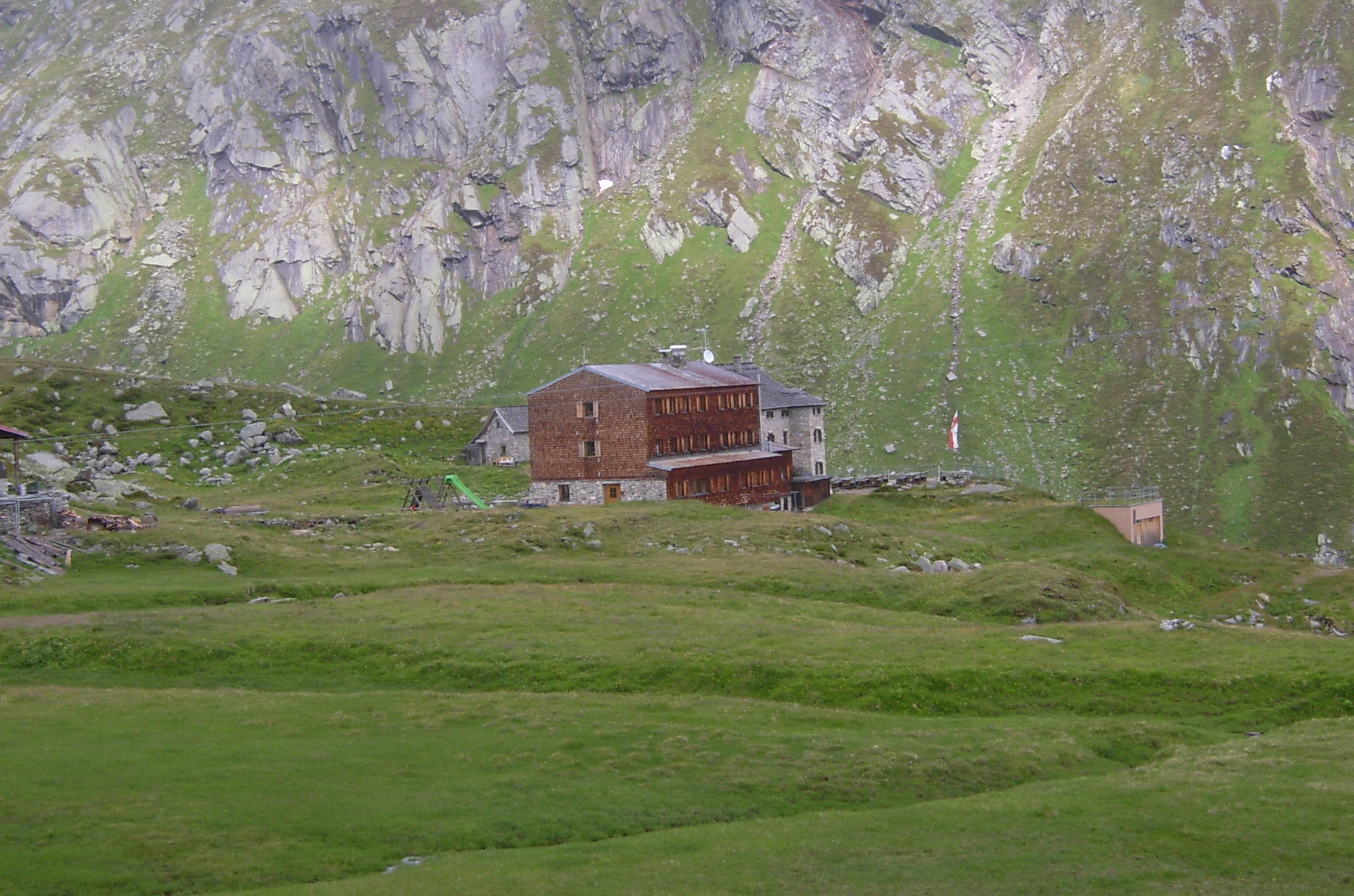
Essener-Rostocker-Hütte
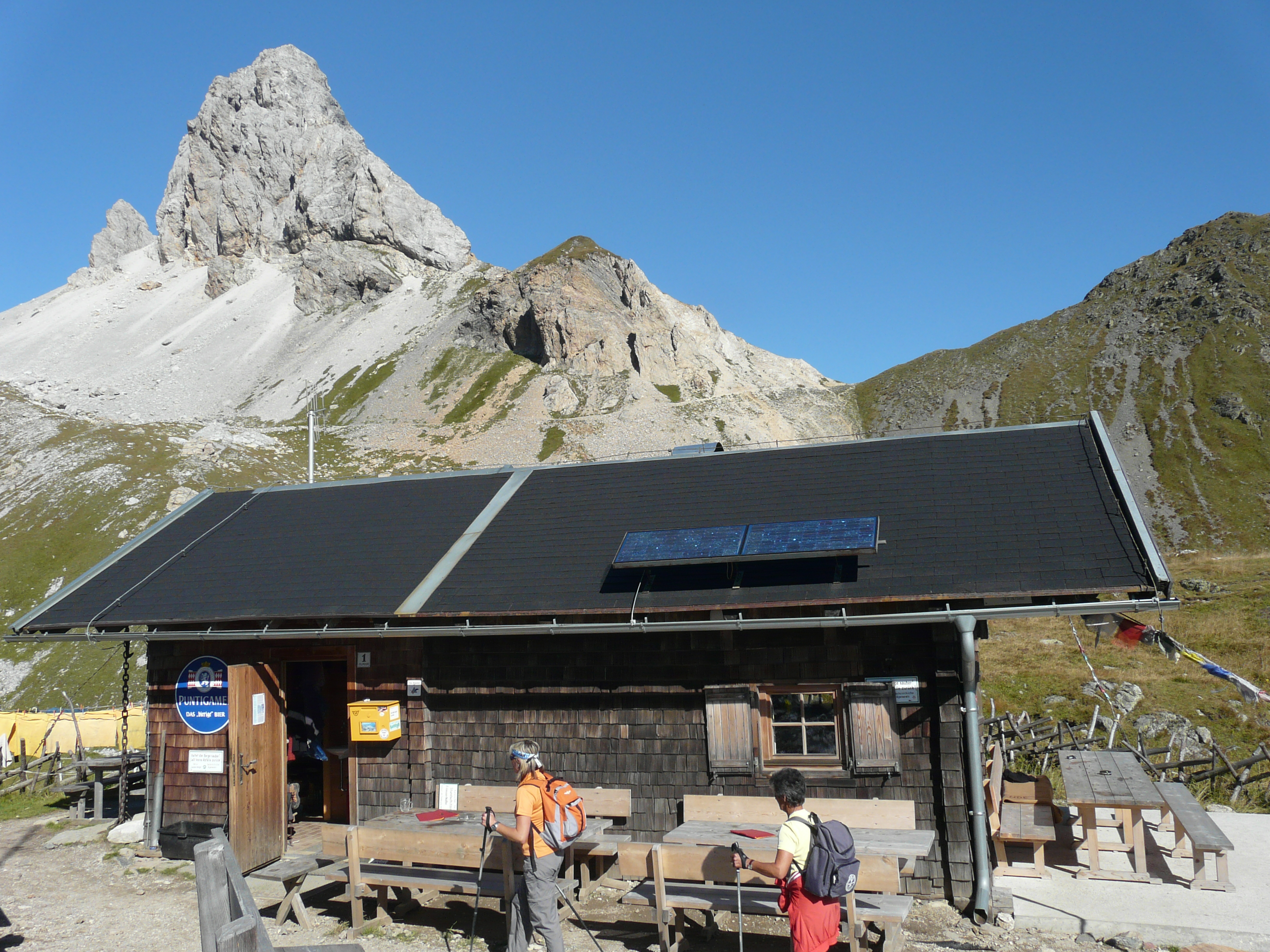
Filmoor-Standschützenhütte
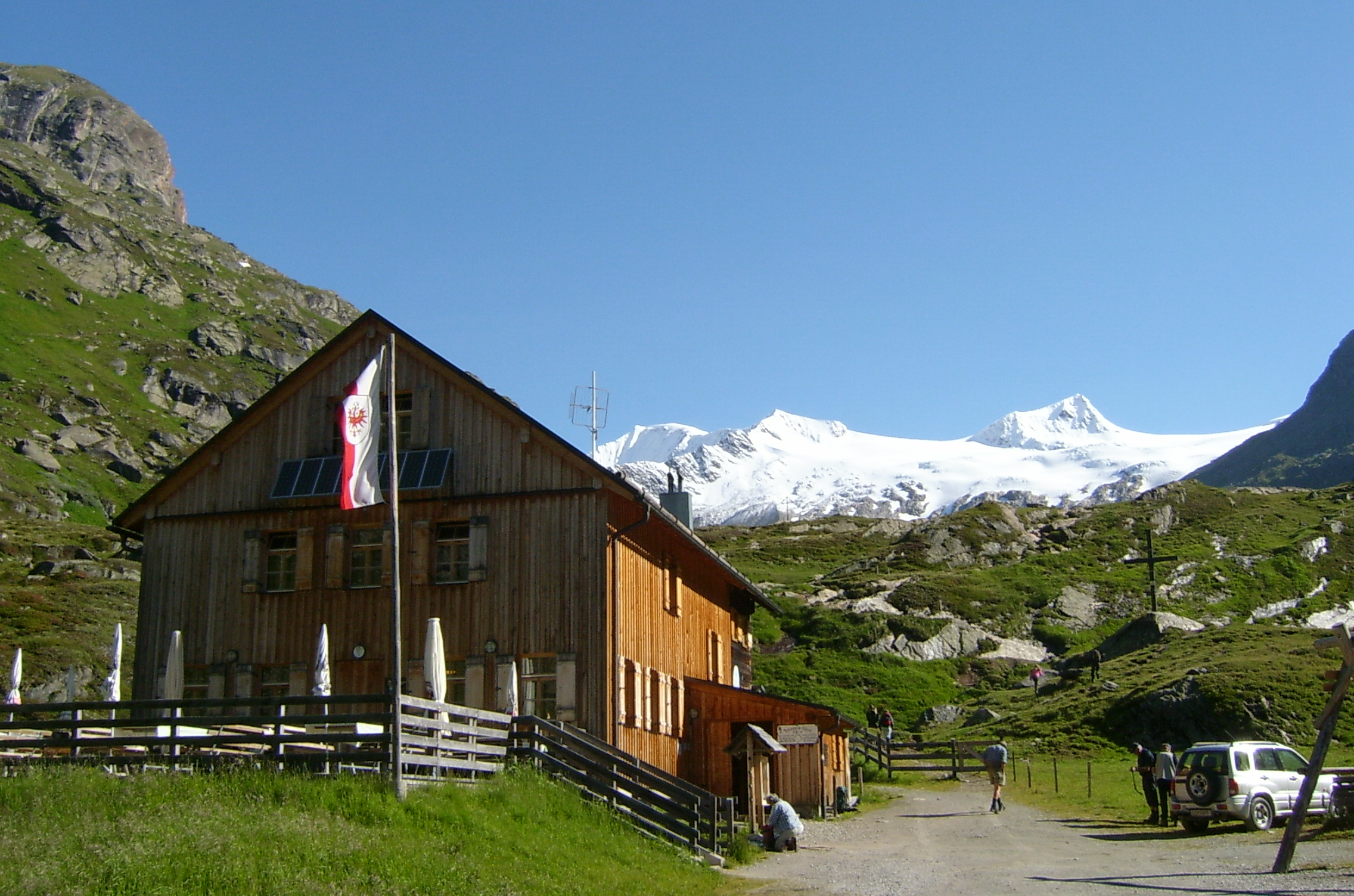
Johannishütte
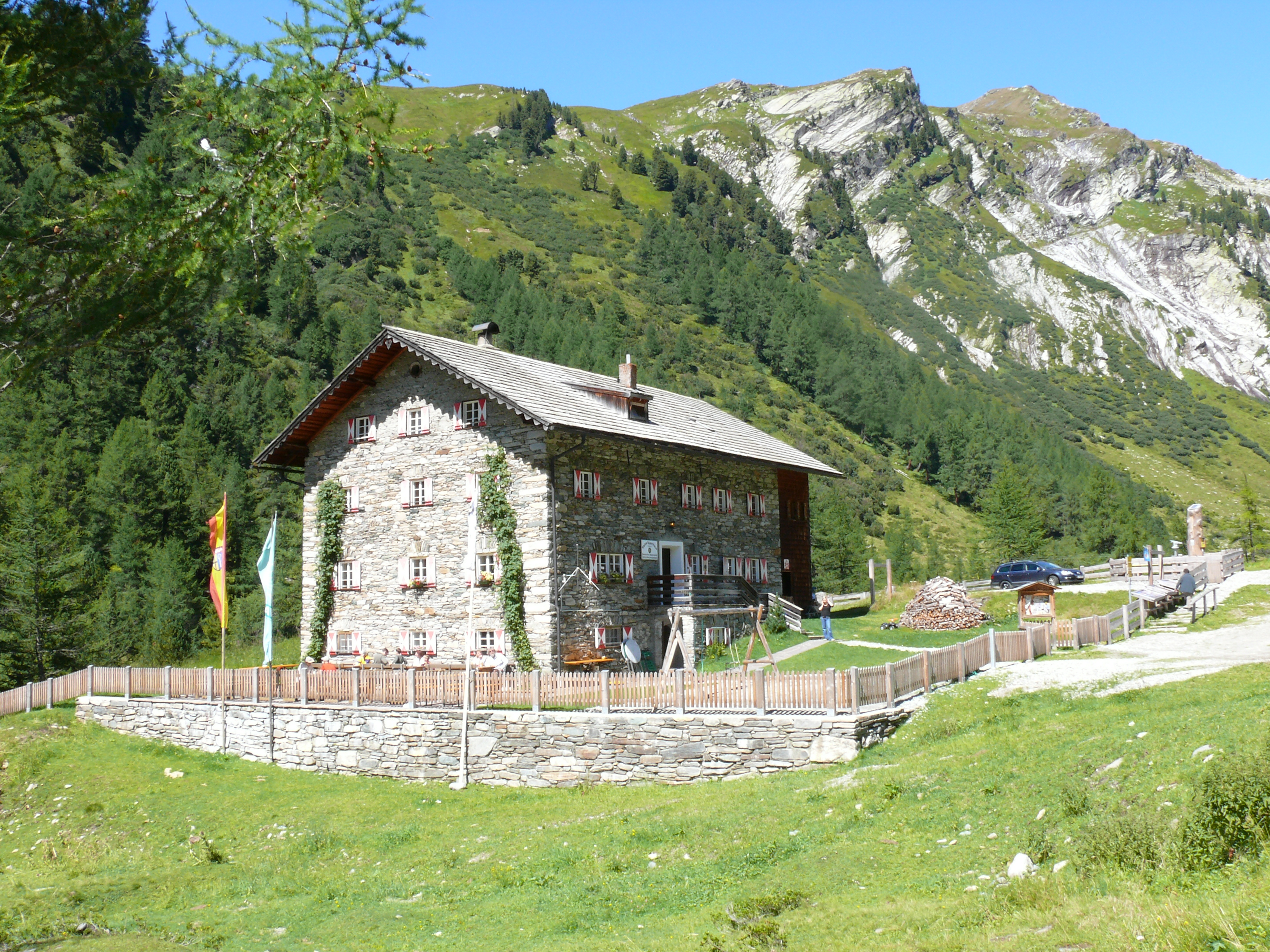
Kalser Tauernhaus
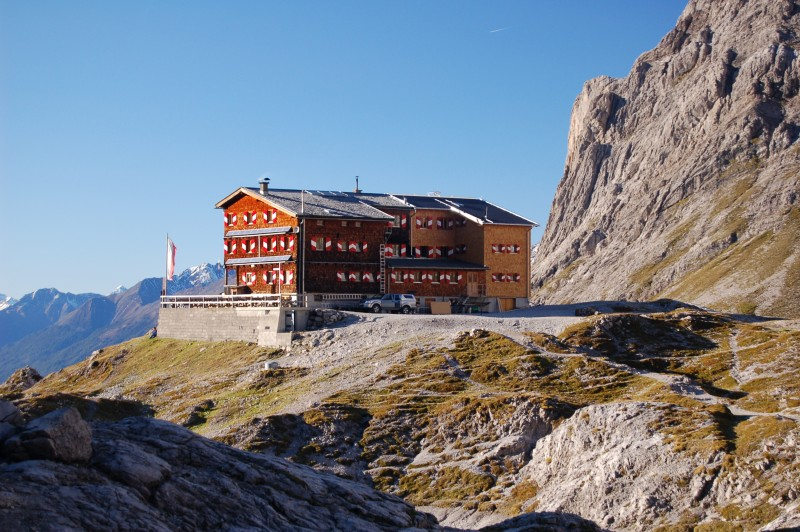
Karlsbader Hütte
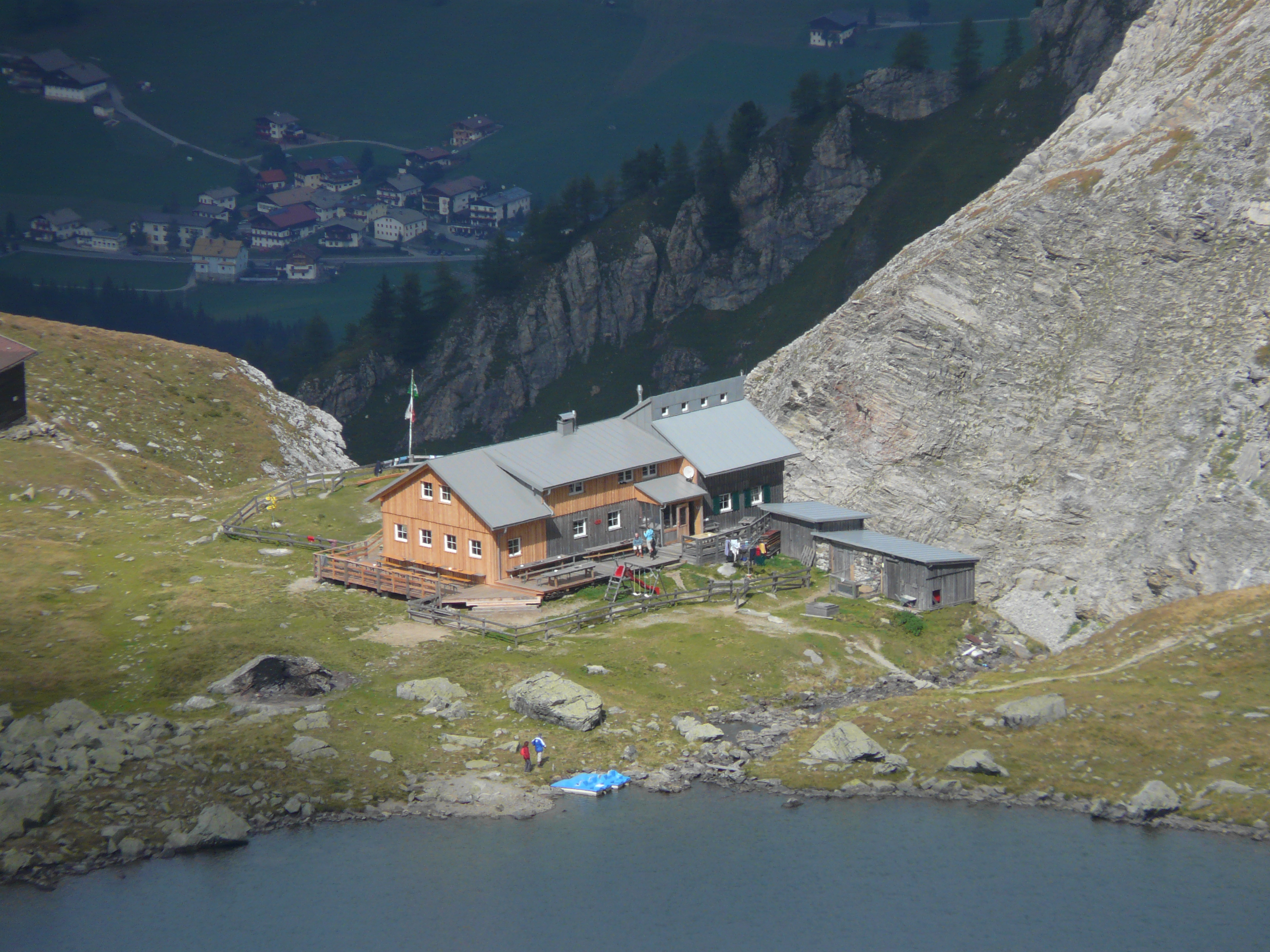
Obstansersee-Hütte
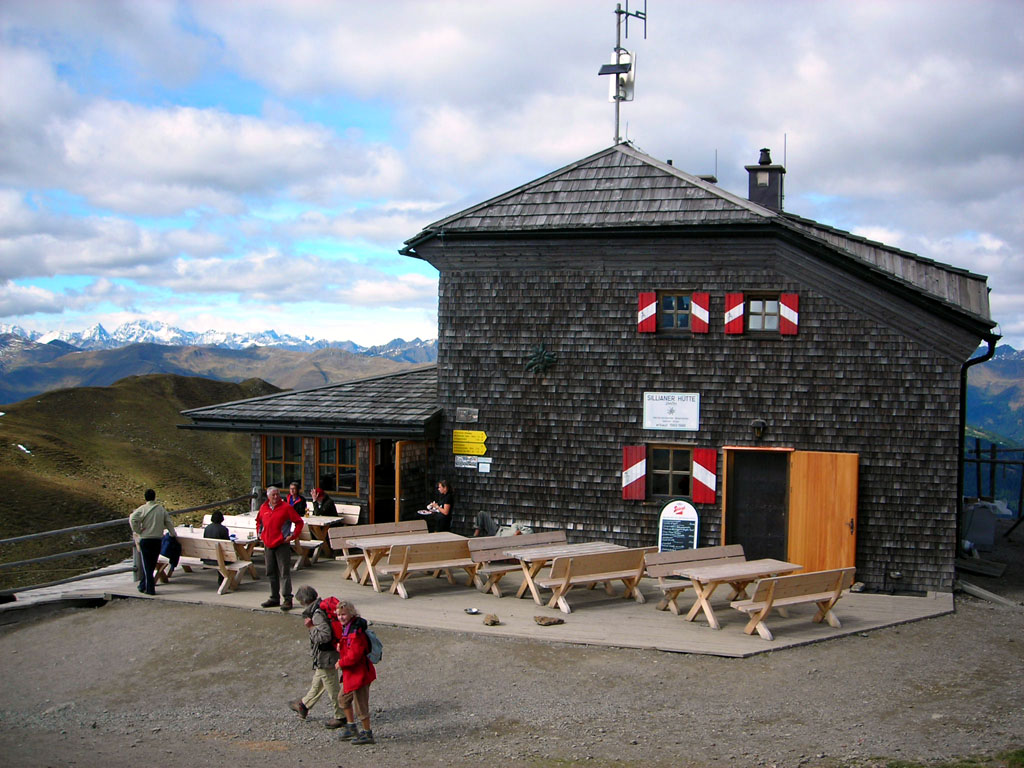
Sillianer Hütte
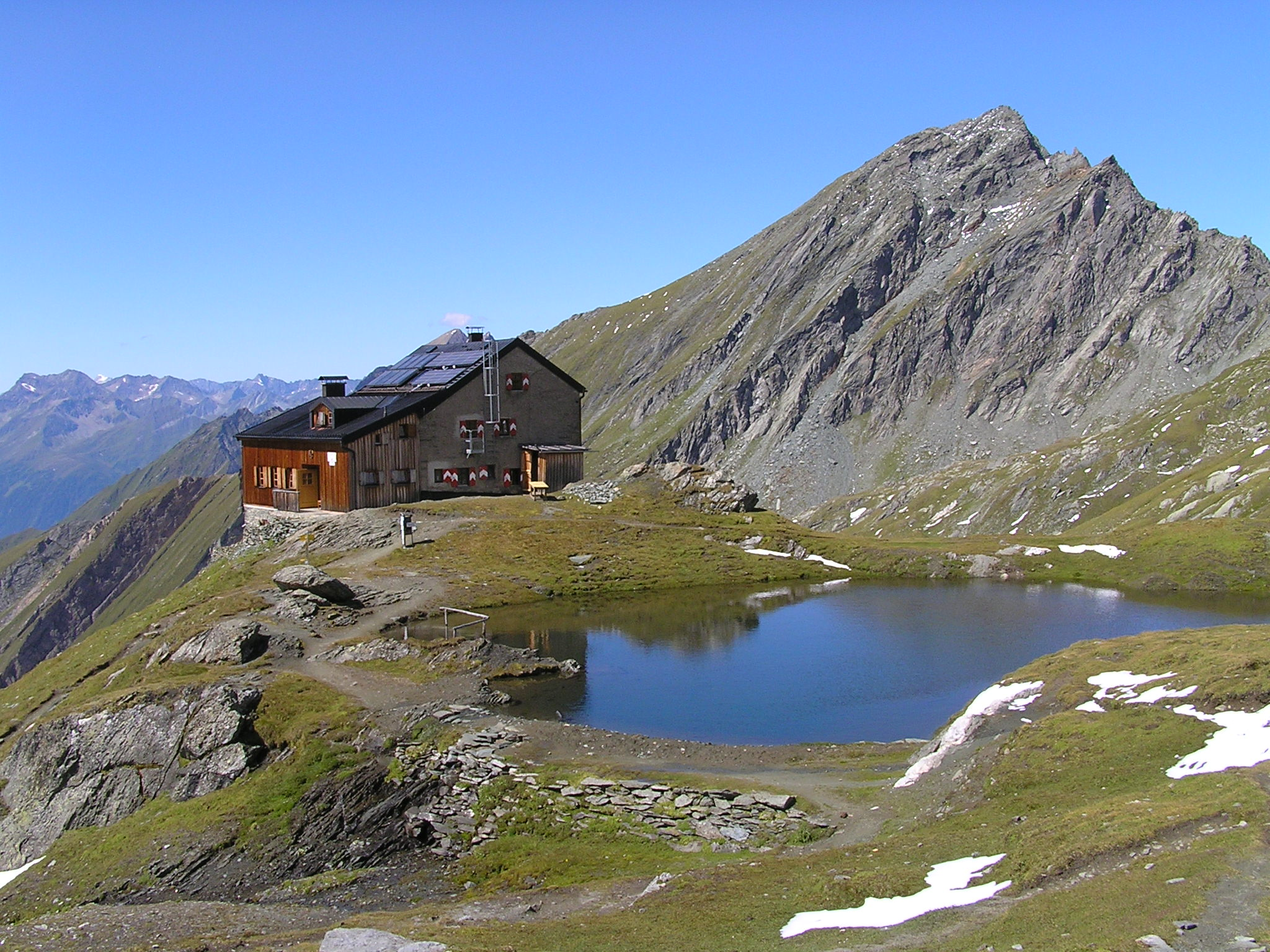
Sudetendeutsche Hütte

Helyszín: Venedigergruppe, 2608 m
Koordináta:  é.sz. 47° 4′ 51″, k.h. 12° 25′ 32″
Üzemeltető: Osztrák Alpesi Egyesület (ÖAV)
- Barmer Hütte

Helyszín: Rieserfernergruppe, 2610 m
Koordináta:  é.sz. 46° 55′ 1,4″, k.h. 12° 10′ 8,2″
Üzemeltető: Német Alpesi Egyesület (DAV)
- Bonn-Matreier-Hütte

Helyszín: Venedigergruppe, 2745 m
Üzemeltető: Osztrák Alpesi Egyesület (ÖAV), Matrei-szekció / Német Alpesi Egyesület (DAV), Bonn-szekció
Koordináta: é.sz. 47° 2′ 20″, k.h. 12° 25′ 39″
- Defreggerhaus

Helyszín: Venedigergruppe (Äußeres Mullwitzkees gleccser), 2964 m
Üzemeltető: Osztrák Turista Klub, Bécs
Koordináta: é.sz. 47° 5′ 1″, k.h. 12° 21′ 45″
- Erzherzog-Johann-Hütte

Helyszín: Glocknergruppe (Großglockner), 3454 m
Üzemeltető: Osztrák Alpesi Klub
Koordináta: é.sz. 47° 4′ 12″, k.h. 12° 42′ 6″
Ausztria legmagasabban fekvő menedékháza
- Essener-Rostocker Hütte

Helyszín: Venedigergruppe, 2208 m
Üzemeltető: Német Alpesi Egyesület (DAV), Essen-szekció
Koordináta: é.sz. 47° 3′ 17″, k.h. 12° 17′ 52″
- Filmoor-Standschützenhütte

Helyszín: Karnische Alpen, 2350 m
Üzemeltető: Osztrák Alpesi Egyesület (ÖAV)
Koordináta:  é.sz. 46° 40′ 14″, k.h. 12° 32′ 4″
- Hochschoberhütte

Helyszín: Schobergruppe, 2322 m
Üzemeltető: Osztrák Alpesi Egyesület (ÖAV), Edelweiß (Havasi gyopár)-szekció
Koordináta:  é.sz. 46° 55′ 31″, k.h. 12° 41′ 57″
- Hochsteinhütte

Helyszín: Villgratner Berge, 2023 m
Üzemeltető: Osztrák Alpesi Egyesület (ÖAV), Lienz-szekció
Koordináta:  é.sz. 46° 49′ 17,7″, k.h. 12° 42′ 0,2″
- Johannishütte

Helyszín: Venedigergruppe, 2121 m
Üzemeltető: Német Alpesi Egyesület (DAV), Oberland in München-szekció
Koordináta: é.sz. 47° 3′ 35″, k.h 12° 20′ 3″
- Kalser Tauernhaus

Helyszín: Glocknergruppe, 1755 m
Üzemeltető: Német Alpesi Egyesület (DAV), Mönchengladbach-szekció
Koordináta: é.sz. 47° 4′ 14″, k.h 12° 37′ 26″
- Karlsbader Hütte

Helyszín: Gailtaler Alpen / Lienzer Dolomiten, 2260 m
Üzemeltető: Német Alpesi Egyesület (DAV), Karlsbad-szekció
Koordináta: é.sz 46° 45′ 47″, k.h 12° 48′ 4″
- Lienzer Hütte

Helyszín: Schobergruppe, 1977 m
Üzemeltető: Osztrák Alpesi Egyesület (ÖAV), Lienz-szekció
Koordináta: é.sz. 46° 56′ 4″ k.h, 12° 44′ 47″
- Neue Reichenberger Hütte

Helyszín: Lasörlinggruppe (Bödensee), 2586 m
Üzemeltető: Osztrák Alpesi Egyesület (ÖAV), Reichenberg-szekció (St. Jakob i. D.)
Koordináta: é.sz. 46° 58′ 16,6″, k.h. 12° 16′ 45,8″
- Obstansersee-Hütte

Helyszín: Karnische Alpen, 2304 m
Üzemeltető: Osztrák Alpesi Egyesület (ÖAV)
Koordináta: é.sz. 46° 41′ 4″, k.h. 12° 29′ 37″
- Porzehütte

Helyszín: Karnische Alpen, 1942 m
Üzemeltető: Osztrák Alpesi Egyesület (ÖAV)
Koordináta: é.sz. 46° 39′ 34″, k.h. 12° 34′ 56″
- Sajathütte[9]

Helyszín: Venedigergruppe, 2575 m
Üzemeltető: magántulajdon
Koordináta: é.sz. 47° 2′ 16″, k.h. 12° 21′ 12″
- Sillianer Hütte

Helyszín: Karnische Alpen, 2447 m
Üzemeltető: Osztrák Alpesi Egyesület (ÖAV), Sillian-szekció
Koordináta: é.sz. 46° 42′ 24″, k.h. 12° 24′ 16″
- Stüdlhütte

Helyszín: Glocknergruppe, 2801 m
Üzemeltető: Német Alpesi Egyesület (DAV), Oberland-szekció
Koordináta: é.sz. 47° 3′ 17″, k.h. 12° 40′ 51″
- Sudetendeutsche Hütte

Helyszín: Granatspitzgruppe, 2650 m
Üzemeltető: Német Alpesi Egyesület (DAV), Sudeten-szekció
Koordináta: é.sz. 47° 2′ 57″, k.h. 12° 34′ 34″
- Badener Hütte
- Barmer Hütte
- Bonn-Matreier-Hütte
- Defreggerhaus
- Erzherzog-Johann-Hütte
- Essener-Rostocker-Hütte
- Filmoor-Standschützenhütte
- Johannishütte
- Kalser Tauernhaus
- Karlsbader Hütte
- Obstansersee-Hütte
- Sillianer Hütte
- Sudetendeutsche Hütte

## Külső hivatkozások
- Kelet-Tirol honlapja
- Tirol hivatalos honlapja
- Großglockner Resort Kals–Matrei sícentrum honlapja
- St. Jakob in Defereggen sícentrum honlapja
- Hochpustertal sírégió honlapja
- Museum Aguntum honlapja
- Hüttenguide.net